# Laura De Fusco
Laura De Fusco   (Castellammare di Stabia, 4 de novembre de 1948) és una pianista italiana.
Va completar els seus estudis musicals a Nàpols, al Conservatori San Pietro a Majella, sota la tutela de Vincenzo Vitale, celebrant el seu primer concert el 1960, en què va interpretar el Concerto n.2 de Camille Saint-Saëns. Després d'uns anys, el 1963, va guanyar l'"Etore Pozzoli" Concurs Internacional de Piano a Seregno, que li va donar la possibilitat de ser coneguda internacionalment.
Durant la seva activitat artística va tocar al "Teatro alla Scala" de Milà el 1966 i a l'"Accademia di Santa Cecilia" de Roma, per esmentar algunes de les associacions de concerts més importants d'Itàlia. També va actuar amb les orquestres més importants del món, com l'Orquestra Simfònica Filharmònica, l' Orquestra Simfònica de la BBC de Londres i altres conjunts orquestrals importants a Madrid, L'Haia, Amsterdam, Detroit i Buenos Aires. Va ser dirigida pels directors més importants i entre aquests Riccardo Muti, Riccardo Chailly, Zubin Mehta i Eliahu Inbal.
En la seva carrera també s'ha dedicat a la música de cambra interpretant-se en duo amb violinistes i violoncel·listes i en altres conjunts de cambra.
Va ensenyar piano al Conservatori de San Pietro a Majella de Nàpols.